# 桟橋駅
桟橋駅（さんばしえき）は、かつて北海道小樽区（現・小樽市手宮地区）にあった北海道炭礦鉄道（後の鉄道院手宮線）の貨物駅（廃駅）である。
1879年（明治12年）に幌内炭鉱の石炭を本州に輸送するため、石炭積み出し用の手宮桟橋が小樽港に設置されることとなった。1880年（明治13年）に北海道開拓使によって官営幌内鉄道が手宮 - 札幌間に敷設されたため、同時期に手宮桟橋から手宮駅までの貨物線が敷設されることとなった。1893年（明治26年）には手宮桟橋の延伸工事がされるが、このときに貨物駅として当駅が手宮桟橋上に開設される。内地からの殖民・物資の輸送と、内地への石炭の出荷が当駅設置の目的であった。その後、手宮桟橋の老朽化により1901年（明治34年）に貨物線が停止され、同時に当駅が廃止される。
1911年（明治44年）には新たな高架桟橋が小樽港に設置され、高架桟橋から手宮駅までの貨物線が再敷設されるが、当駅が高架桟橋上に再度開設されることはなかった。なお、高架桟橋は1944年（昭和19年）の戦争末期に攻撃の標的となることを避けるために上部のみ解体・撤去され、1961年（昭和36年）には基部も解体・撤去されている。

## 沿革

### 歴史
- 1880年（明治13年）
  - 10月17日：鉄道機材を積んだ米国貨物船ジェラルド・C・トベイ号が、完成間近の石炭船積用海上桟橋（手宮桟橋：450m）に接岸[2]。官営幌内鉄道による積込線敷設を開始。
  - 12月：手宮桟橋設置および積込線敷設完了。手宮 - 手宮桟橋間の貨物線が開業[3]。
- 1889年（明治22年）12月11日：譲渡により北海道炭礦鉄道の貨物線となる。
- 1893年（明治26年）3月26日：手宮桟橋延長工事（680m）が竣工し[3]、手宮 - 手宮桟橋間の貨物線を再開。手宮桟橋に貨物駅として当駅が開業[注 1]。距離は44チェーンC≒0.7km。
- 1901年（明治34年）11月6日：手宮桟橋老朽化により、手宮 - 手宮桟橋間の貨物線を停止。同時に当駅も廃止[1]。

### 桟橋駅廃止後
- 1906年（明治39年）10月1日：北海道炭礦鉄道の鉄道路線が国有化され、国有鉄道に移管。
- 1909年（明治42年）10月12日：国有鉄道線路名称設定により、小樽駅（初代、現在の南小樽駅） - 手宮駅間が手宮線となる。
- 1911年（明治44年）12月：木造の高架桟橋（長さ391.9m、満潮海面からの高さ18.6m）が竣工し[2]、手宮桟橋を廃止（正確な廃止日は不明）[4]。
- 1912年（明治45年）6月：高架桟橋の使用開始に伴い、手宮 - 高架桟橋間の貨物線が再開[3]。
- 1944年（昭和19年）9月：戦時中の攻撃目標となることを避けるために高架桟橋の上部を解体・撤去[2]。
- 1949年（昭和24年）6月1日：日本国有鉄道法施行に伴い、手宮線が日本国有鉄道（国鉄）に継承。
- 1961年（昭和36年）：高架桟橋の基部を解体・撤去[2]。

## 隣の駅
北海道炭礦鉄道
北海道炭礦鉄道（貨物線）
手宮駅 - （貨）桟橋駅